# برنامج الفضاء البريطاني

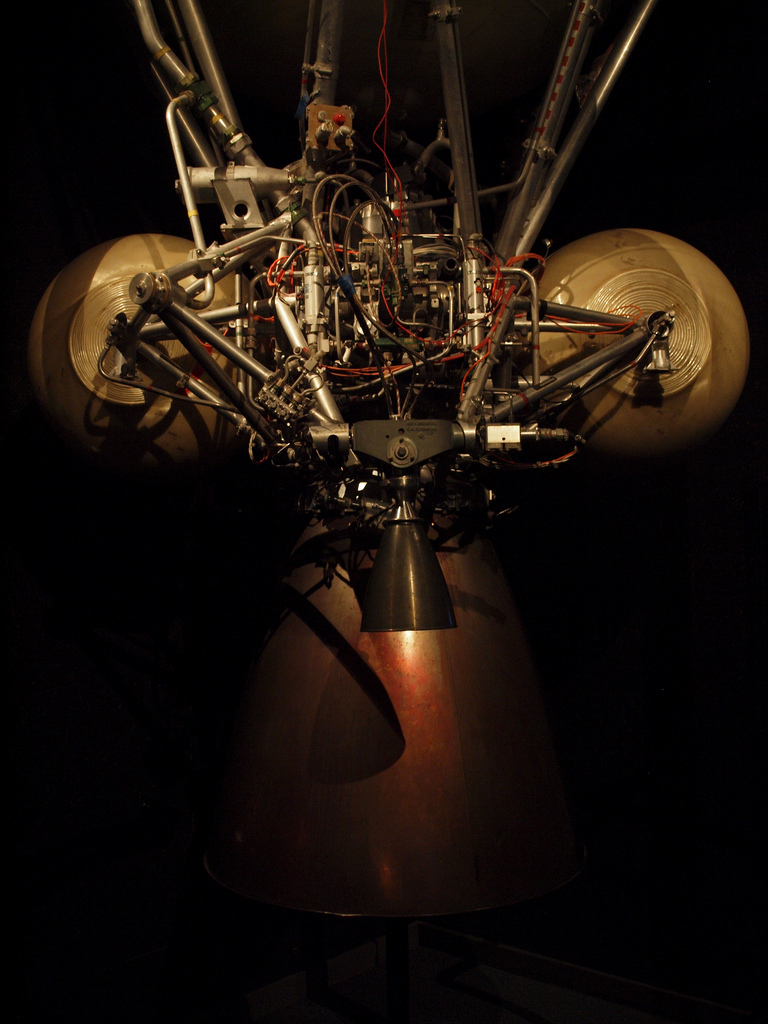
صاروخ المرحلة الثالثة لقاذفة الأقمار الصناعية أوروبا 2 - كان هذا الصاروخ الألماني جزءا من أول مشروع أوروبي يطلق الأقمار الصناعية إلى المدار. قدم صاروخ بلو ستريك البريطاني المرحلة الأولى بمرحلة ثانية فرنسية. تم تركيبها تحت أستريس مع القمر الصناعي فوقها.

برنامج الفضاء البريطاني هو برنامج لحكومة المملكة المتحدة يهدف لتطوير القدرات الفضائية البريطانية. تتمثل أهداف البرنامج المدني الحالي في «تحقيق نمو اقتصادي مستدام، وتأمين معرفة علمية جديدة، وإفادة جميع المواطنين».
بدأ أول برنامج فضائي بريطاني رسمي في عام 1952. وفي عام 1959، بدأ أول برنامج أقمار صناعية بريطاني، مع سلسلة أقمار أرييل الصناعية البريطانية، التي بُنيت في الولايات المتحدة والمملكة المتحدة وأُطلقت على متن صواريخ أمريكية. أُطلِق أول قمر صناعي بريطاني، أرييل 1، في عام 1962. لطالما ركز برنامج الفضاء البريطاني على أبحاث الفضاء غير المأهولة والمبادرات التجارية. لم تتبنَ الحكومة البريطانية قط سياسة إنشاء فريق من رواد الفضاء البريطانيين. لم تقدم الحكومة البريطانية تمويلًا لمحطة الفضاء الدولية حتى عام 2011.
خلال ستينات وسبعينات القرن الماضي، بُذلت الجهود لتطوير قدرات إطلاق الأقمار الصناعية البريطانية. نجح صاروخ بريطاني يُسمى بلاك أرو في إيصال قمر صناعي بريطاني واحد، يُسمى بروسبيرو، إلى مداره من موقع إطلاق في أستراليا عام 1971. لا يزال بروسبيرو القمر الصناعي البريطاني الوحيد الذي وصل إلى مداره على متن مركبة إطلاق بريطانية.
تأسس مركز الفضاء الوطني البريطاني في عام 1985 للتنسيق بين الوكالات الحكومية البريطانية والهيئات المهتمة الأخرى لتعزيز المشاركة البريطانية في سوق إطلاق الأقمار الصناعية وبنائها والمساعي الفضائية الأخرى.
في عام 2010، دُمجت العديد من مصادر تمويل برنامج الفضاء وخُصصت لاستبدال المركز بوكالة الفضاء البريطانية. من بين مشاريع أخرى، تمول الوكالة مفهومًا لطائرة فضائية أحادية المرحلة تُسمى سكايلون.

## البدايات
كان الاهتمام العلمي بالسفر إلى الفضاء موجودًا في المملكة المتحدة قبل الحرب العالمية الثانية، ولا سيما بين أعضاء جمعية بين الكواكب البريطانية (التي تأسست عام 1933) والتي كان من بين أعضائها السير آرثر سي كلارك، مؤلف ومصمم الأقمار الصناعية الثابتة جغرافيًا، الذي انضم إلى الجمعية قبل الحرب العالمية الثانية.
كما هو الحال مع الدول الأخرى التي اهتمت بالسفر الفضائي بعد الحرب، كان اهتمام الحكومة البريطانية الأولي بالفضاء عسكريًا في المقام الأول. عكست البرامج المبكرة هذا الاهتمام. كما هو الحال مع الدول الأخرى، حصلت المملكة المتحدة على الكثير من المعرفة المتعلقة بالصواريخ من العلماء الألمان الذين جرى أسرهم وإقناعهم بالعمل مع البريطانيين. أجرى البريطانيون أولى اختبارات ما بعد الحرب لصواريخ فاو 2 التي تم الاستيلاء عليها في عملية باك فاير، بعد أقل من ستة أشهر من نهاية الحرب في أوروبا. في عام 1946، قدم رالف سميث اقتراحًا بتمويل إطلاق مأهول دون مداري باستخدام صاروخ فاو 2 مُعدل يُسمى ميجاروك؛ لكن الحكومة رفضت ذلك.
منذ عام 1957، استخدم علماء الفلك البريطانيون صواريخ سكايلارك دون المدارية المُخصصة للتجارب، والتي أُطلقت من ووميرا، أستراليا، ووصلت في البداية إلى ارتفاع 200 كيلومتر (124 ميل). ساهم تطوير صواريخ الأرض جو على غرار صاروخ بلو ستيل في التقدم نحو إطلاق صواريخ أكبر ذات قدرات مدارية.

## برامج الأقمار الصناعية البريطانية (بين عام 1959 والحاضر)

### برامج الأقمار الصناعية الأولى
طور برنامج أرييل ستة أقمار صناعية بين عامي 1962 و1979، أطلقتها ناسا جميعًا.
في عام 1971، أطلق صاروخ بلاك أرو (آر 3) الأخير قمر بروسبيرو إكس 3 الصناعي، وهو القمر الصناعي البريطاني الوحيد الذي أُطلِق على متن صاروخ بريطاني. انتهى الاتصال الأرضي مع بروسبيرو في عام 1996.

### برامج الأقمار الصناعية العسكرية
سكاينيت هو برنامج عسكري بحت، يقوم بتشغيل مجموعة من الأقمار الصناعية لصالح وزارة الدفاع البريطانية.
يوفر سكاينت خدمات الاتصالات الاستراتيجية للفروع الثلاثة للقوات المسلحة البريطانية وقوات الناتو المشاركة في مهام التحالف. أُطلِق أول قمر صناعي في البرنامج عام 1969، وآخرها عام 2012.
سكاينت هو أغلى مشروع فضائي مُفرد في المملكة المتحدة، على الرغم أنه ليس جزءًا من برنامج الفضاء المدني باعتباره مبادرة عسكرية.

### برامج أقمار المخابرات الصناعية
كان زركون هو الاسم الرمزي لقمر صناعي بريطاني لاستخبارات الإشارات، كان من المقرر إطلاقه في عام 1988، لكن جرى إلغاؤه. خلال الحرب الباردة، كان المقر الرئيسي للاتصالات الحكومية في المملكة المتحدة (جي سي إتش كيو) يعتمد بشكل كبير على وكالة الأمن القومي الأمريكية (إن إس إيه) لاعتراض الاتصالات من الفضاء. لذلك قرر جي سي إتش كيو إنتاج قمر صناعي لاستخبارات الإشارات وأن يجري تصميمه وبناؤه في المملكة المتحدة، تحت اسم زكرون، وهو اسم رمزي مشتق من سيليكات الزركونيوم، بديل الماس.
كانت وظيفة زكرون هي اعتراض إشارات الراديو والإشارات الأخرى من الاتحاد السوفيتي وأوروبا ومناطق أخرى. كان من المقرر بناء القمر الصناعي من قِبل شركة ماركوني للأنظمة الإلكترونية في مطار بورتسموث، حيث بُني مبنى جديد شديد الحراسة.
كان من المقرر إطلاق القمر الصناعي على متن مكوك فضائي تابع لناسا تحت الاسم المستعار سكاينت 4. بسبب إطلاقه على متن مكوك أمريكي، تعين على مواطنن بريطاني السفر على متن المهمة كأخصائي حمولة، وقد قُدمت مجموعة من الطيارين العسكريين للصحافة كمرشحين لإطلاق «أول رجل بريطاني في الفضاء».
في عام 1987، ألغى المستشار نايجل لوسون مشروع زكرون بسبب تكلفته. أصبحت الفضيحة اللاحقة حول وظيفته الحقيقية تُعرف باسم قضية زركون.

### نظام الأقمار الصناعية المستقل
في 30 نوفمبر 2018، أُعلِن أن الأقمار الصناعية البريطانية لن تكون تابعة لنظام أقمار جاليليو الصناعية التابع لوكالة الفضاء الأوروبية بعد أن أكملت بريطانيا انسحابها من الاتحاد الأوروبي. بدلًا من ذلك، ستعمل وكالة الفضاء البريطانية على تشغيل نظام أقمار صناعية مستقل.

## برنامج الفضاء الوطني (بين عامي 1985 و2010)
في عام 1985، أُسِس مركز الفضاء الوطني البريطاني (بي إن إس سي) لتنسيق الأنشطة الفضائية في المملكة المتحدة.
كان بي إن إس سي ثالث أكبر مساهم مالي في الميزانية العامة لوكالة الفضاء الأوروبية، إذ ساهم بنسبة 17.4%، في برنامجها العلمي ومبادرة الاستكشاف الآلي في برنامج أورورا.
قررت المملكة المتحدة عدم المساهمة في تمويل محطة الفضاء الدولية، بحجة أنها قيمتها لا تتناسب مع نفقاتها. لم تشارك الحكومة البريطانية في أي مساعٍ فضائية مأهولة خلال تلك الفترة.
واصلت المملكة المتحدة المساهمة بالعناصر العلمية لعمليات إطلاق الأقمار الصناعية والمشاريع الفضائية. فُقد المسبار البريطاني بيغل 2، الذي أرسل لدراسة المريخ كجزء من مهمة مارس إكسبريس التابعة لوكالة الفضاء الأوروبية، عندما فشل في الاستجابة للإشارات لكن عُثر عليه مؤخرًا بواسطة مسبار مارس ريكونيسانس أوربيتر التابع لناسا وتبين أنه هبط بنجاح، لكن فشل أحد الألواح الشمسية في الانتشار ما حجب هوائي اتصالات.